# Tournefortia usambarensis
Tournefortia usambarensis är en strävbladig växtart som först beskrevs av Bernard Verdcourt, och fick sitt nu gällande namn av B. Verdcourt. Tournefortia usambarensis ingår i släktet Tournefortia och familjen strävbladiga växter. Inga underarter finns listade i Catalogue of Life.